# Puchar Świata w narciarstwie alpejskim mężczyzn 1990/1991
Puchar Świata w narciarstwie alpejskim mężczyzn sezon 1990/1991 to 25 edycja tej imprezy. Cykl ten rozpoczął się w nowozelandzkim Mount Hutt 8 sierpnia 1990 roku, a zakończył 22 marca 1991 roku w amerykańskim Waterville Valley.

## Podium zawodów

### indywidualnie
| Lp                                                                          | Data             | Miejsce                | Konkurencja       | Zwycięzca             | 2. miejsce                    | 3. miejsce           |
| 1.                                                                          | 8 sierpnia 1990  | Mount Hutt             | slalom            | Peter Roth            | Michael Tritscher             | Alberto Tomba        |
| 2.                                                                          | 8 sierpnia 1990  | Mount Hutt             | gigant            | Fredrik Nyberg        | Lasse Kjus                    | Franck Piccard       |
| 3.                                                                          | 2 grudnia 1990   | Valloire               | supergigant       | Franck Piccard        | Franz Heinzer                 | Stephan Eberharter   |
| 4.                                                                          | 8 grudnia 1990   | Val d’Isère            | zjazd             | Leonhard Stock        | Franz Heinzer                 | Peter Wirnsberger    |
| 5.                                                                          | 11 grudnia 1990  | Sestriere              | slalom            | Alberto Tomba         | Ole Kristian Furuseth         | Rudolf Nierlich      |
| 6.                                                                          | 14 grudnia 1990  | Val Gardena            | zjazd             | Franz Heinzer         | Berni Huber                   | Atle Skårdal         |
| 7.                                                                          | 15 grudnia 1990  | Val Gardena            | zjazd             | Atle Skårdal          | Rob Boyd                      | Luc Alphand          |
| 8.                                                                          | 16 grudnia 1990  | Alta Badia             | gigant            | Alberto Tomba         | Urs Kälin                     | Marc Girardelli      |
| 9.                                                                          | 18 grudnia 1990  | Madonna di Campiglio   | slalom            | Ole Kristian Furuseth | Thomas Fogdö                  | Marc Girardelli      |
| 10.                                                                         | 21 grudnia 1990  | Kranjska Gora          | gigant            | Alberto Tomba         | Urs Kälin                     | Marc Girardelli      |
| 11.                                                                         | 22 grudnia 1990  | Kranjska Gora          | slalom            | Ole Kristian Furuseth | Thomas Fogdö                  | Thomas Stangassinger |
| 12.                                                                         | 5 stycznia 1991  | Garmisch-Partenkirchen | zjazd             | Daniel Mahrer         | Atle Skårdal Hannes Zehentner |                      |
| 13.                                                                         | 6 stycznia 1991  | Garmisch-Partenkirchen | supergigant       | Günther Mader         | Franz Heinzer                 | Marc Girardelli      |
| 14.                                                                         | 12 stycznia 1991 | Kitzbühel              | zjazd             | Franz Heinzer         | Peter Runggaldier             | Rob Boyd             |
| 15.                                                                         | 13 stycznia 1991 | Kitzbühel              | slalom            | Marc Girardelli       | Ole Kristian Furuseth         | Rudolf Nierlich      |
| 16.                                                                         | 13 stycznia 1991 | Kitzbühel              | kombinacja        | Marc Girardelli       | Lasse Kjus                    | Günther Mader        |
| 17.                                                                         | 15 stycznia 1991 | Adelboden              | gigant            | Marc Girardelli       | Alberto Tomba                 | Rudolf Nierlich      |
| 31. Mistrzostwa Świata w Narciarstwie Alpejskim 1991 – Saalbach-Hinterglemm |                  |                        |                   |                       |                               |                      |
| 18.                                                                         | 26 lutego 1991   | Oppdal                 | slalom            | Rudolf Nierlich       | Paul Accola                   | Marc Girardelli      |
| 19.                                                                         | 1 marca 1991     | Lillehammer            | gigant            | Alberto Tomba         | Rudolf Nierlich               | Stephan Eberharter   |
| 20.                                                                         | 2 marca 1991     | Lillehammer            | slalom            | Michael Tritscher     | Thomas Stangassinger          | Paul Accola          |
| 21.                                                                         | 8 marca 1991     | Aspen                  | zjazd             | Franz Heinzer         | Atle Skårdal                  | Helmut Höflehner     |
| 22.                                                                         | 9 marca 1991     | Aspen                  | gigant            | Alberto Tomba         | Rudolf Nierlich               | Marc Girardelli      |
| 23.                                                                         | 10 marca 1991    | Aspen                  | slalom            | Rudolf Nierlich       | Thomas Fogdö                  | Fabio De Crignis     |
| 24.                                                                         | 15 marca 1991    | Lake Louise            | zjazd             | Atle Skårdal          | Franz Heinzer                 | Helmut Höflehner     |
| 25.                                                                         | 16 marca 1991    | Lake Louise            | zjazd             | Franz Heinzer         | Atle Skårdal                  | Patrick Ortlieb      |
| 26.                                                                         | 17 marca 1991    | Lake Louise            | supergigant       | Markus Wasmeier       | Patrick Holzer                | Stephan Eberharter   |
| 27.                                                                         | 21 marca 1991    | Waterville Valley      | gigant            | Alberto Tomba         | Ole Kristian Furuseth         | Rudolf Nierlich      |
| 28.                                                                         | 23 marca 1991    | Waterville Valley      | slalom            | Thomas Fogdö          | Rudolf Nierlich Alberto Tomba |                      |
| 29.                                                                         | 24 marca 1991    | Waterville Valley      | slalom równoległy | Urs Kälin             |                               |                      |

## Końcowa klasyfikacja generalna
| Miejsce | Zawodnik              | Punkty |
| ------- | --------------------- | ------ |
| 1.      | Marc Girardelli       | 242    |
| 2.      | Alberto Tomba         | 222    |
| 3.      | Rudolf Nierlich       | 201    |
| 4.      | Franz Heinzer         | 199    |
| 5.      | Ole Kristian Furuseth | 156    |
| 6.      | Atle Skårdal          | 153    |
| 7.      | Günther Mader         | 117    |
| 8.      | Paul Accola           | 114    |
| 9.      | Lasse Kjus            | 103    |
| 10.     | Thomas Fogdö          | 95     |

### Zjazd (po 8 z 8 konkurencji)
| Miejsce | Zawodnik         | Punkty |
| ------- | ---------------- | ------ |
| 1.      | Franz Heinzer    | 159    |
| 2.      | Atle Skårdal     | 125    |
| 3.      | Daniel Mahrer    | 81     |
| 4.      | Helmut Höflehner | 64     |
| 5.      | Rob Boyd         | 62     |

### Supergigant (po 3 z 3 konkurencji)
| Miejsce | Zawodnik           | Punkty |
| ------- | ------------------ | ------ |
| 1.      | Franz Heinzer      | 40     |
| 2.      | Stephan Eberharter | 33     |
| 3.      | Atle Skårdal       | 28     |
| 4.      | Franck Piccard     | 27     |
| 5.      | Günther Mader      | 26     |

### Slalom gigant (po 7 z 7 konkurencji)
| Miejsce | Zawodnik        | Punkty |
| ------- | --------------- | ------ |
| 1.      | Alberto Tomba   | 152    |
| 2.      | Rudolf Nierlich | 101    |
| 3.      | Marc Girardelli | 84     |
| 4.      | Urs Kälin       | 64     |
| 5.      | Fredrik Nyberg  | 52     |

### Slalom (po 10 z 10 konkurencji)
| Miejsce | Zawodnik              | Punkty |
| ------- | --------------------- | ------ |
| 1.      | Alberto Tomba         | 110    |
| 2.      | Ole Kristian Furuseth | 102    |
| 3.      | Rudolf Nierlich       | 100    |
| 4.      | Thomas Fogdö          | 95     |
| 5.      | Thomas Stangassinger  | 80     |

### Kombinacja (po 1 z 1 konkurencji)
| Miejsce | Zawodnik           | Punkty |
| ------- | ------------------ | ------ |
| 1.      | Marc Girardelli    | 25     |
| 2.      | Lasse Kjus         | 20     |
| 3.      | Günther Mader      | 15     |
| 4.      | Paul Accola        | 12     |
| 5.      | Stephan Eberharter | 11     |

### Drużynowo
| Miejsce | Kraj       | Punkty |
| ------- | ---------- | ------ |
| 1.      | Austria    | 923    |
| 2.      | Szwajcaria | 676    |
| 3.      | Norwegia   | 607    |
| 4.      | Włochy     | 522    |
| 5.      | Szwecja    | 323    |